# Neuflieux
 Neuflieux  es una población y comuna francesa, en la región de Picardía, departamento de Aisne, en el distrito de Laon y cantón de Chauny.

## Demografía
| 109 | 137 | 132 | 136 | 116 | 119 | 126 | 117 | 112 | 120 | 108 | 112 | 105 | 91 | 85 | 82 | 94 | 86 | 63 | 74 | 54 | 73 | 73 | 59 | 79 | 85 | 71 | 75 | 58 | 79 | 93 | 92 | 93 |
| Para los censos de 1962 a 1999 la población legal corresponde a la población sin duplicidades (Fuente: INSEE [Consultar]) |     |     |     |     |     |     |     |     |     |     |     |     |    |    |    |    |    |    |    |    |    |    |    |    |    |    |    |    |    |    |    |    |